# マリオ・モーラ
マリオ・モーラ・ディアス（スペイン語: Mario Mola Díaz、1990年2月23日 - ）は、スペイン・バレアレス諸島州パルマ・デ・マヨルカ出身のトライアスロン選手。世界トライアスロン選手権では2016年と2017年と2018年に総合3連覇を達成している。

## 経歴
1990年にバレアレス諸島州パルマ・デ・マヨルカに生まれた。2005年にトライアスロンのジュニア大会への参加を始め、2006年からスペイン代表に選ばれている。
2012年のロンドンオリンピックでは19位だった。2013年の世界トライアスロン選手権シリーズではオークランド大会とキッツビュールで2位、ロンドン大会で3位となり、8大会の成績で争われる総合成績では総合3位だった。この際には同じスペインのハビエル・ゴメスが総合2位となっている。
2014年の世界選手権シリーズではロンドン大会で優勝するなどし、4大会を制したハビエル・ゴメスに次いで総合2位となった。2015年の世界選手権シリーズでは初戦のアブダビ大会と最終戦のシカゴ大会で優勝し、2年連続でハビエル・ゴメスに次いで総合2位となった。
2016年のリオデジャネイロオリンピックでは8位であり、3人のスペイン勢の中ではトップだった。2016年の世界選手権シリーズでは9大会中4大会で優勝し、初めて総合優勝を果たした。2017年の世界選手権シリーズでもやはり9大会中4大会で優勝し、総合2連覇を果たした。
2018年の世界選手権シリーズでは8大会中4大会で優勝し、2位のビンセント・ルイスに大差をつけて総合3連覇を果たした。